# Парламентарни избори у Аустрији 1979.
Парламентарни избори у Аустрији 1979. су одржани 6. маја 1979. и били су петнасти парламентарни избори у историји Аустрије. Најјача странка је остала  коју је предводио Бруно Крајски. Освојила је апсолутну већину гласова и мандата. Број гласова које је SPÖ освојила представља до данас највећи број гласова која је нека странка освојила на парламентарним изборима у Аустрији.  Јозефа Тауса је освојила мање гласова и мандата него на изборима 1975.. FPÖ на челу са Александером Гецом је била на трећем месту са више гласова него на прошлим изборима.

## Позадина
Трећа влада Бруна Крајског је остала у сенци расправе око нуклеарне електране у селу Центендорф на Дунаву у Доњој Аустрији. То је умногоме допринело до развијања еколошког покрета у Аустрији. Након изградње централе у Центендорфу на референдуму који је одржан 5. новембра 1978. 50,47% грађана је било против тога да централа проради.
Гласање је довело до насилне дискусије. ÖVP, од којег је протекла идеја за изградњу нуклеарне електране у Аустрији се противила идеји да она буде изграђена у селу као што је Центендорф. Они су били против тога због великог броја становника који су живели у том делу Аустрије, а били су традиционално блиски ÖVP-у. 
Крајски је пре референдума о централи изјавио да ће се повући уколико буде одлучено да централа не буде пуштена у погон. И поред негативног исхода за Крајског остао је на челу SPÖ-а и на овим изборима.

## Изборни резултати
Резултати парламентарних избора у Аустрији 1979.
| Политичка партија                                                       | гласова   | гласова | %    | %    | број посланика | број посланика |
| Политичка партија                                                       | 1979      | ±       | 1979 | ±    | 1979           | ±              |
| ----------------------------------------------------------------------- | --------- | ------- | ---- | ---- | -------------- | -------------- |
| Социјалдемократска партија Аустрије ()                                  | 2.413.226 | +87.025 | 51,0 | +0,6 | 95             | +2             |
| Аустријска народна странка ()                                           | 1.981.739 | +448    | 41,9 | -1,0 | 77             | -3             |
| Слободарска партија Аустрије ()                                         | 286.743   | +37.299 | 6,1  | +0,7 | 11             | +1             |
| Комунистичка партија Аустрије ()                                        | 45.280    | -9.752  | 1,0  | -0,2 | 0              | 0              |
| Остале партије                                                          | 2.263     | -       | 0,0  | -    | 0              | 0              |
| Укупно                                                                  | 4.729.251 |         | 100  |      | 183            |                |
| Извори: Резултати парламентарних избора у Аустрији 1945-2002, Аустрија, |           |         |      |      |                |                |

- Од 5.186.735 регистрованих гласача на изборе је изашло 92,24%

## Последице избора
је по трећи пут узастопно освојила апсолутну већину на парламентарним изборима. Бруно Крајски је још четири године остао на месту канцелара. Због лоших резултата на овим изборима смењен је председник ÖVP-а Јозеф Таус и на његово место је доведен Алојз Мок.